# (3326) Agafonikov
(3326) Agafonikov – planetoida z pasa głównego asteroid okrążająca Słońce w ciągu 3 lat i 236 dni w średniej odległości 2,37 j.a. Została odkryta 20 marca 1985 roku w Obserwatorium Kleť w pobliżu Czeskich Budziejowic przez Antonína Mrkosa. Nazwa planetoidy pochodzi od Askol'da M. Agafonikowa, geofizyka i nawigatora trzeciej rosyjskiej ekspedycji antarktycznej. Przed nadaniem nazwy planetoida nosiła oznaczenie tymczasowe (3326) 1985 FL.